# Scipio Sighele
Scipio Sighele (24. června 1868 Brescia – 21. října 1913 Florencie) byl italský kriminolog. Ve své knize Delikventní dav (1891) jako jeden z prvních autorů poukázal na skutečnost, že člověk v davu ztrácí racionální sebekontrolu a ke slovu se dostávají dosud skryté pudy zločinné a kruté povahy. Tuto myšlenku následně významně rozpracoval např. Gustave Le Bon, jenž sice Sigheleho výslovně necituje, je však pravděpodobné, že byl s jeho dílem obeznámen.
- Seznam děl v Souborném katalogu ČR, jejichž autorem nebo tématem je Scipio Sighele